# Miliz (Volksheer)
Eine Milizarmee oder Volksheer sind Streitkräfte oder Teile von Streitkräften, die zum größten Teil oder vollständig erst im Bedarfsfall aus Wehrpflichtigen aufgestellt werden. Milizarmeen haben im Frieden meist nur sehr schwache Stäbe aus Rahmen- und Ausbildungspersonal. Ihr Material wird in Zeughäusern gelagert. Die Miliz steht somit im Gegensatz zu stehenden Streitkräften, die bereits im Frieden personell und materiell stark präsent sind. Ein Milizangehöriger wird Milizionär oder Milizsoldat genannt. Das klassische Beispiel eines Milizheeres ist die Schweizer Armee.

## Definition und Bedeutungswandel
Der deutsche Begriff Miliz stammt vom lateinischen mīlitia (deutsch Kriegsdienst) ab und bürgerte sich über England im 17. Jahrhundert im deutschen Sprachraum ein. Er wurde als Begriff für Kriegs- oder Militärwesen im Allgemeinen verwendet. Im 19. Jahrhundert fand ein Bedeutungswechsel hin zum Volksheer in Abgrenzung zu den stehenden Heeren der damaligen Zeit. Im 20. Jahrhundert bildeten sich zwei Bedeutungen für Milizen heraus: einerseits das Milizheer, das seine Soldaten nach relativ kurzer Ausbildung entlässt und nur zu Übungen oder im Kriegsfall wieder einberuft, andererseits kasernierte Polizeiverbände in Osteuropa.
Seit dem 20. Jahrhundert ist damit Miliz eine Bezeichnung einerseits für Polizei- und paramilitärische Verbände, andererseits für eine besondere Organisationsform der Landstreitkräfte (Milizheer), die gekennzeichnet ist durch einen im Frieden geringen Präsenzgrad der Truppen sowie durch einen sehr kurzen Grundwehrdienst und zahlreiche auf diesem aufbauende Wehrübungen. Eine Armee kann entweder fast vollständig (zum Beispiel wie in der Schweiz) oder teilweise als Ergänzung zur stehenden Truppe nach dem Milizprinzip aufgebaut sein. Die Rekrutierung der Milizionäre kann auf der Grundlage der Wehrpflicht erfolgen (z. B. wie in der Schweiz), ist aber auch auf freiwilliger Basis (wie in der Nationalgarde der Vereinigten Staaten) möglich. Die deutschen Landwehren im 19. Jahrhundert zum Beispiel wurden auch als Landmiliz, Bürgergarde oder Landsturm bezeichnet. Milizcharakter hatte auch der deutsche Volkssturm in der Endphase des Zweiten Weltkrieges.
In stehenden Streitkräften haben Reservisten, wie die Landwehr in Preußen, oft nur eine sekundäre Rolle. Hier dienen sie in erster Linie dem Personalersatz und steuern damit einen Beitrag zur Durchhaltefähigkeit im Gefecht bzw. im Einsatz stehender Truppenteile bei oder sind für die territoriale Verteidigungsstruktur zuständig. Reine Reserveverbände mit operativem Auftrag sind aber vereinzelt anzutreffen. In Milizarmeen hingegen sind Milizionäre und deren Verbände der Kern der Streitkräfte. Deshalb haben Milizsoldaten oft eine wesentlich höhere Übungsverpflichtung und einen höheren Ausbildungsstand als Reservisten eines stehenden Heeres. In der Schweiz wird zum Beispiel streng zwischen aktiven Truppenteilen mit Milizionären mit der Übungsverpflichtung in Fortbildungsdiensten der Truppe und Reservetruppenteilen mit Personal nach Erfüllen der Milizpflicht unterschieden.

## Geschichte
Bis zur frühen Neuzeit bestanden viele Heere aus angeworbenen oder berufsmäßigen Soldaten bzw. Söldnern – mit Ausnahme der Bürgerheere der Antike. Größere stehende Heere wurden seit dem 17. Jahrhundert gebildet. Miliz (französisch aus lateinisch) war im 19. Jahrhundert eine Bezeichnung für Bürger- oder Volksheere, im Gegensatz zum regulären stehenden Heer.
Mit Anfängen seit der Französischen Revolution setzte sich die Wehrpflicht ab der zweiten Hälfte des 19. Jahrhunderts in Europa und dann weltweit durch. In Deutschland geht die Tradition der allgemeinen Wehrpflicht bis auf die Preußischen Reformen zurück. Während stehende Streitkräfte ihre Wehrpflichtigen zu einem mitunter mehrere Jahre dauernden Wehrdienst einziehen, sind für Milizarmeen wiederholte Ausbildungsabschnitte wesentlich kürzerer Dauer (Wochen bis wenige Monate) kennzeichnend.
Diese Unterschiede spiegeln die jeweilige Militärpolitik wider: Während Großmächte oft anstreben, Streitkräfte als ein möglichst vielseitig verwendbares machtpolitisches Instrument zu schaffen, auch geeignet für Abenteuer und Angriffskriege, ist die Militärpolitik vieler kleinerer Staaten defensiv bzw. reaktiv und von Sparsamkeit diktiert. Man will das Zivilleben von Belastungen durch den Militärdienst möglichst freihalten. Ebenso kann Fehlentwicklungen wie dem Militarismus oder der Bildung eines Militärs als Staat im Staate durch eine Milizkonzeption vorgebeugt werden.
Im 19. Jahrhundert wurde die mit der Wehrpflicht verbundene Kasernierung aus moralischen Gründen von katholischen Stimmen abgelehnt, die deutsche Sozialdemokratie sprach sich lange Zeit für ein Volksheer aus und stand der auf die Monarchie eingeschworenen herkömmlichen Kaderarmee kritisch gegenüber.
Die linke Arbeiterbewegung bevorzugte zu allen Zeiten die Milizkonzeption für den Fall des Aufstandes (Revolution) oder der Verteidigung bestehender Arbeiter- und Bauernstaaten. Die Gründe waren:
- Erstens war der politische Einfluss der herrschenden Ordnung auf die bestehenden (professionellen) Armeen hoch, die integraler Bestandteil der gültigen Ordnung waren. Die Bildung eines alternativen militärischen Potenzials musste fast vollständig aus der Bevölkerung rekrutiert werden und führte durch allgemeine Bewaffnung und kürzeren Ausbildungszeiten natürlicherweise zu Milizen.
- Zweitens sollte die politische Kontrolle der demokratischen Institutionen (Arbeiter- und Soldatenrat), unabhängig von einer politisch-dominierenden Partei auf die militärischen Verbände, gestärkt bleiben und die Räterepublik schützen bzw. die Machtposition der Bevölkerung (politische Revolution), im Falle einer bürokratischen Entwicklung und politischen Instrumentalisierung, aufrechterhalten.

Die erste Miliz im modernen Sinne entstand am Ende des Deutsch-Französischen Krieges, als sich am 18. März 1871 die Pariser Bevölkerung zusammen mit der republikanisch orientierten Nationalgarde gegen die Entwaffnung durch den mit den Deutschen kollaborierenden Kaiser Napoleon III. und seiner konservativ-royalistischen Zentralregierung unter Adolphe Thiers stellte, die Volksbewaffnung ausrief, Stellungen in Paris befestigte und Neuwahlen ausrief. Das war die Geburtsstunde der kurzlebigen Pariser Kommune.
In den Revolutionen 1917–1923 bestanden die militärischen Kräfte der Aufständischen aus Milizen und Verbänden bewaffneter Arbeiter:
- Rote Garden (1917/1918), Grundlage der 1918 gegründeten Roten Armee
- Rote Ruhrarmee (1920), Reaktion auf den Kapp-Putsch.

Ausnahmen bildeten meuternde, desertierende oder zum Feind übergelaufene reguläre Einheiten wie die Kronstädter Matrosen und Festungsgarnison oder die Volksmarinedivision.
In der Sowjetunion wurde die Milizkonzeption bzw. die Territorialarmee spätestens mit der Streitkräftereform 1935 wieder abgeschafft, die allgemeine Bewaffnung verboten und schon aus der Zarenzeit bekannte Offiziersprivilegien wieder eingeführt. Nach dem Zweiten Weltkrieg wurden im Zuge der Block-Konfrontation und angesichts der Kriegsgefahr im Ostblock systematisch stehende Armeen mit einer zusätzlichen Wehrpflichtigenreserve aufgebaut. Das Milizsystem bestand jedoch teilweise fort, beispielsweise in Form von Arbeitermilizen in der DDR wie den Betriebskampfgruppen (1952–1990) oder in der Volksrepublik Polen (1944–1990) in der Bürgermiliz genannten Polizei.
Die fortschreitende Technisierung des Kriegshandwerks, die Verteuerung der Waffensysteme und die Unpopularität des Wehrdiensts haben zur Zeit des Kalten Krieges in der zweiten Hälfte des 20. Jahrhunderts einige westliche Staaten veranlasst, wieder zu Berufsarmeen überzugehen. Bekannteste Beispiele sind Großbritannien 1961 und die USA 1973. Dieser Trend verstärkte sich nach dem Ende der Blockkonfrontation. Nahezu sämtliche größeren Staaten unterhalten stehende Armeen, während das Milizsystem traditionell von einer Reihe kleinerer Länder und Kleinstaaten bevorzugt wird.

## Österreich
Der Begriff Miliz wird im Bundesheer seit dem Jahr 1977 verwendet und löst die bisher geübte Praxis der Landwehr ab. In die Verfassung wurde der Begriff erst im Jahr 1988 und ist im Organisationsschema neben dem Präsenz- und Reservestand angesiedelt.
In Österreich gilt die allgemeine Wehrpflicht für alle männlichen Staatsbürger vom 17. bis zum 50. Lebensjahr, für Offiziere und Unteroffiziere bis zum 65. Lebensjahr (Art. 9a Abs. 3 Bundes-Verfassungsgesetz; § 1 Abs. 2 und § 10 Wehrgesetz). Bis zum 35. Lebensjahr können Wehrpflichtige zum Grundwehrdienst eingezogen werden. Seit 2006 beträgt die Dauer des Grundwehrdienstes sechs Monate. Davor waren es acht Monate, wobei zumindest sechs Monate ohne zeitliche Unterbrechung geleistet werden mussten. Die fehlenden Monate wurden über den Zeitraum von mehreren Jahren durch Waffenübungen ergänzt.
Das Bundesheer ist nach den Grundsätzen eines Milizsystems einzurichten (Art. 79 (1) Bundes-Verfassungsgesetz). Seine Einsatzorganisation umfasst überwiegend Truppen, die für Übungen oder Einsätze zusammentreten. Mit Stand 1. April 2020 gibt es 33.000 Wehrpflichtige des Milizstandes. Davon sind rund 18.000 übungspflichtig, entweder durch freiwillige Meldung zu Milizübungen oder gemäß den Übergangsbestimmungen § 61 Wehrgesetz]. 18.000 Milizsoldaten leisten im Rhythmus von zwei Jahren beorderte Waffenübungen ab. Jährlich üben rund 9.000 Milizsoldaten, als Mannschaftsdienstgrade rund 5 Tage und als Schlüsselpersonal 10 bis 14 Tage.

### Einsätze
Laut Beschlussprotokoll des 11. Ministerrates vom 18. März 2020 wurden Maßnahmen auf Vorschlag der Bundesministerin für Landesverteidigung zur Sicherstellung der Durchhaltefähigkeit des Bundesheeres im Zusammenhang mit COVID-19 beschlossen. Eine der Maßnahmen betrifft die Planung zur Aufbietung von Teilen der Miliz mit 4. Mai 2020 für den sicherheitspolizeilichen Assistenzeinsatz COVID-19. Mit dem „Informationsmodul MILIZ (IMM)“ wurde mit 20. März 2020 eine aktive Kommunikationsstruktur mittels Kurzmitteilungen, E-Mail und einer Miliz-Info-Website zwischen BMLV und Milizsoldaten aufgebaut, um (insbesondere in krisenhaften Situationen) schnell, einfach und nachhaltig die Informationshoheit sicherzustellen. Damit verfügt das Bundesheer über ein modernes Führungsmittel. Erstmals kam es am 30.3 mit dem SMS-Versand an rund 30.000 Milizsoldaten erfolgreich zum Einsatz.

## Vereinigte Staaten

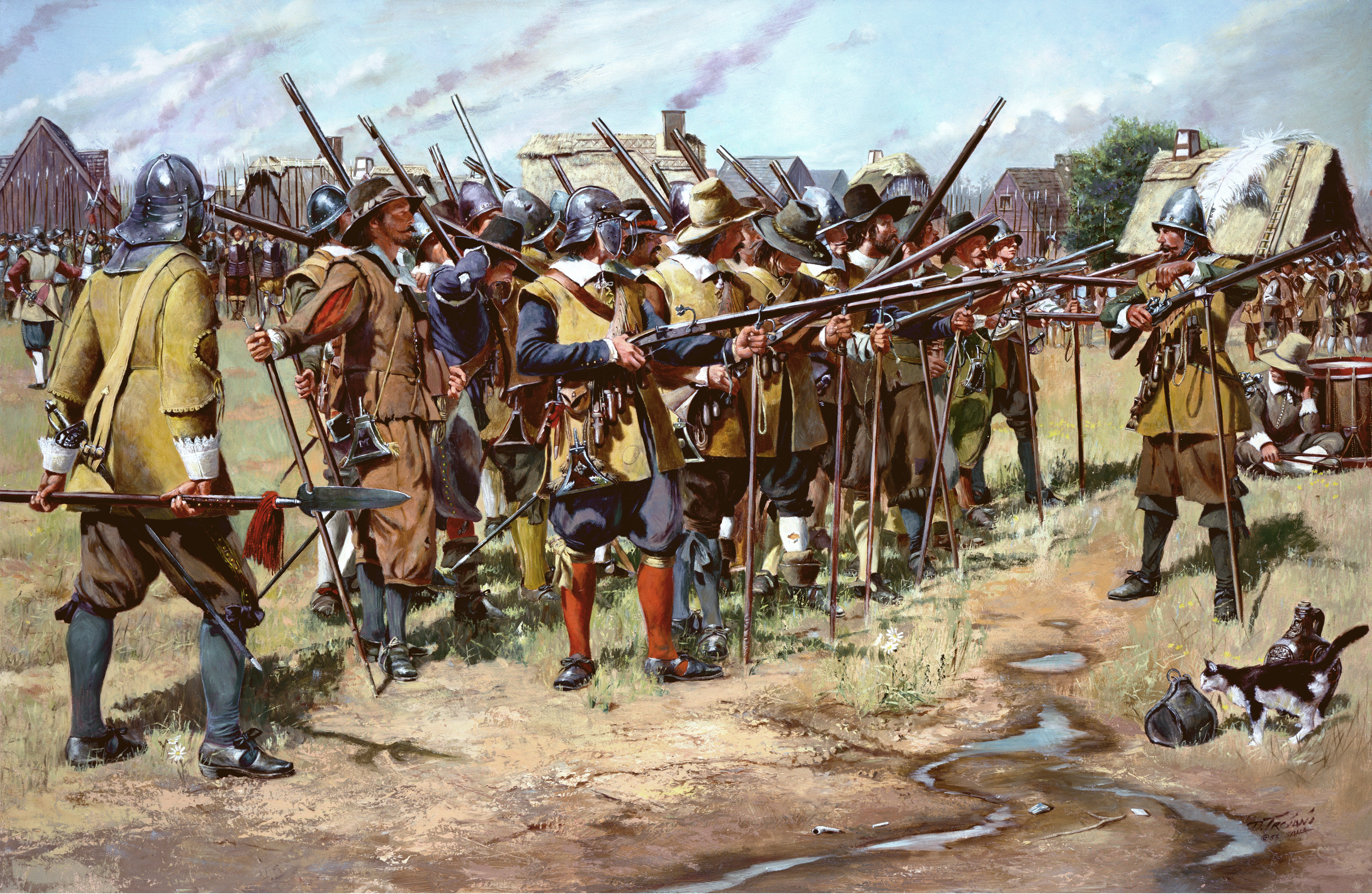
Aufstellung der Miliz der Massachusetts Bay Colony 1637

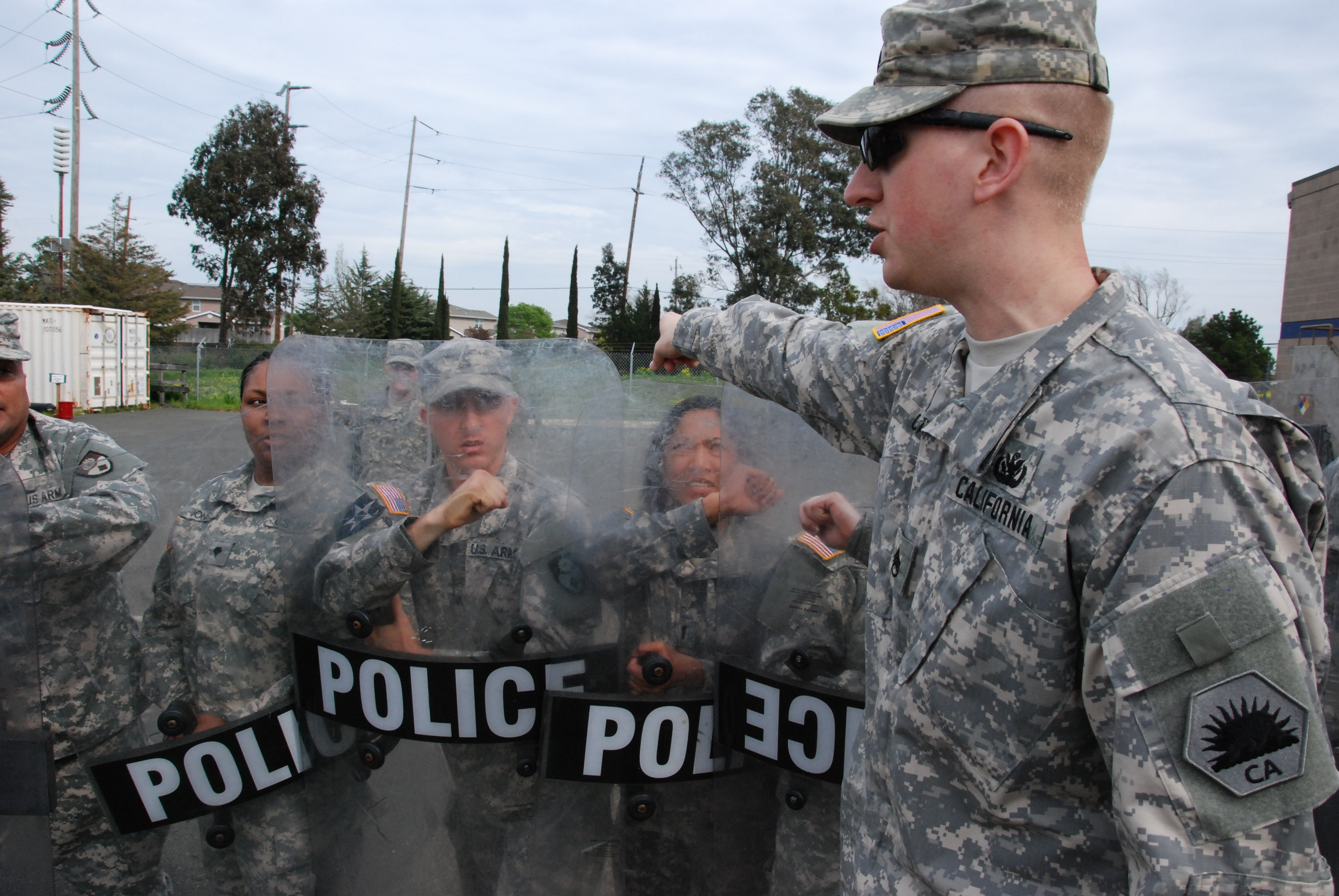
Ein Feldwebel der kalifornischen Staatsmiliz bildet Nationalgardisten am Schutzschild aus

Die historisch gewachsene Grundform des Wehrdienstes in den Vereinigten Staaten ist die Miliz. Bereits mit Beginn der Besiedlung in der kolonialen Zeit wurden lokale Milizen aufgeboten um die neuen Siedlungen gegen Indianer zu verteidigen, auf deren Boden man diese Siedlungen errichtete. Die Aufstellung der Miliz der Massachusetts Bay Colony im Jahre 1637 gilt heute als Geburtsstunde einer überregionalen staatlichen Miliz.
Die organisierten Milizen werden ausschließlich von den Bundesstaaten aufgeboten und sind die Nationalgarde und in manchen Bundesstaaten zusätzlich die Staatsgarde (englisch State Defense Force oder State Militia). Sie werden vor allem im Grenz-, Zivil- oder Katastrophenschutz oder zur Unterstützung der Polizei bei Großlagen eingesetzt. Ihre Angehörigen dienen freiwillig.
Zur nichtorganisierten Miliz  (englisch unorganized Militia) oder Reservemiliz gehören grundsätzlich alle männliche US-Amerikaner oder Ausländer mit Einbürgerungsabsicht vom 17. bis 45. Lebensjahr sowie weibliche Angehörige der Nationalgarde. Die Aktivierung der unorganisierten Miliz unterliegt der Regelung der Einzelstaaten, ist unterschiedlich geregelt, und ist meist auf Kriegsfall und Notlagen beschränkt. Die Angehörigen können dann als Verstärkung für die Staatsgarde oder die Polizei herangezogen werden, wenn sie nicht in den aktiven Streitkräften dienen oder einer sonstigen Ausnahme unterliegen. Vorbereitungen zu einer Mobilmachung gibt es meist nicht. Die nichtorganisierten Milizen sind damit weniger eine bestehende Organisation, sondern stellen eine lokale Wehrpflicht im Kriegsfall, in extremen Notfällen und während Katastrophen dar.
Die Milizbewegung in den Vereinigten Staaten gehört nicht zur nichtorganisierten Miliz, da sie keinerlei hoheitliche Aufgaben und Befugnisse haben und nicht den staatlichen Behörden unterstehen. Rechtlich handelt es sich deshalb um private Vereinigungen, auch wenn diese Milizen oft anderes behaupten und sich dabei auf die Militärgesetzgebung mit den Abschnitten über nichtorganisierte Milizen beziehen. Nach der Verfassung der Vereinigten Staaten haben aber der Kongress und die Einzelstaaten das ausschließliche Recht, die Milizen aufzustellen und zu regulieren.
Bis auf die Nationalgarde gehören Angehörige der organisierten und nichtorganisierten Miliz nicht zu den Bundesstreitkräften.